# El Khadra Sport
El Khadra Sport (arabe : الخضراء الرياضية) est un club omnisports tunisien basé à Tunis.
Connu pour sa section de pétanque, il est sacré champion de Tunisie en pétanque seniors pour l'année 2018 en gagnant les finales d'interligues seniors qui ont lieu le 2 décembre au terrain fédéral.